# Karl Rhodin
Karl Max Alexander Rhodin, född 17 oktober 1923 i Stockholm, död 18 december 2003 i Västra Tollstads församling, Östergötlands län, var en svensk målare, tecknare, skulptör och konstpedagog.

## Biografi
Karl Rhodin var son till konstnären Alessandro Rhodin och Vera Maria Karina Clarrez, och halvbroder till konstnären Jan Rhodin.
Rhodin fick sin grundläggande konstutbildning av fadern och studerade senare för Stig och Greta Munthe-Sandberg 1945, Rolf Rosenberg och Wacek von Reybekiel 1947 och illustrationsteckning för Åke Pernby 1948-1951, samt skulptur för Ansgar Almquist 1951-1955. Han företog studieresor till Nederländerna, Frankrike och England.
Rhodins konst består av landskap, stilleben, figurer och porträtt i olja, tempera, akvarell, gouache eller kol samt skulpturer, porträttbyster och ornament i gips eller trä.
Som pedagog var han verksam som lärare i målning vid Stockholms stads ungdomsgårdar.